# Stein Metzger
Stein Metzger (Honolulu, 17 de noviembre de 1972) es un deportista estadounidense que compitió en voleibol, en la modalidad de playa.
Ganó una medalla de plata en el Campeonato Mundial de Vóley Playa de 2003. Participó en los Juegos Olímpicos de Atenas 2004, ocupando el quinto lugar en el torneo masculino.

## Palmarés internacional
| Campeonato Mundial | Campeonato Mundial      | Campeonato Mundial | Campeonato Mundial |
| Año                | Lugar                   | Medalla            | Pareja             |
| ------------------ | ----------------------- | ------------------ | ------------------ |
| 2003               | Río de Janeiro (Brasil) | Medalla de plata   | Dax Holdren        |